# Football League Championship 2013/14
Het seizoen 2013/14 van de Football League Championship (ook wel bekend onder de naam Sky Bet Championship vanwege sponsorcontracten) was het tiende seizoen van de Football League Championship onder de huidige naam en het eenentwintigste seizoen in de huidige opzet. Het seizoen in deze op een na hoogste divisie in Engeland begon op 3 augustus 2013. De 46ste en laatste speelronde vond plaats op zondag 3 mei 2014.
Leicester City eindigde als de kampioen en maakte daardoor sinds het seizoen 2003-04 zijn rentree in de Premier League. De club wist het kampioenschap op de 40e speeldag binnen te slepen door thuis met 2-1 te winnen van Sheffield Wednesday. Burnley wist de tweede plaats te behalen en promoveerde hierdoor sinds 2009/10 ook naar de Premier League 2018/19.
Achter Leicester City en Burnley speelden Derby County tegen Brighton & Hove Albion en Queens Park Rangers tegen Wigan Athletic in de play-offs voor de derde en laatste promotie plek naar de Premier League. Derby County wist te winnen van Brighton & Hove Albion en Queens Park Rangers won van Wigan Athletic. In de finale was Queens Park Rangers met 1-0 te sterk voor Derby County door een doelpunt van Bobby Zamora.

## Teams
Er deden 24 teams mee aan de Championship, daarin 18 teams van het seizoen 2012–13, drie degradeerden uit de Premier League 2012/13 en drie promoveerden uit de League One 2012/13.

### Team veranderingen
De volgende clubs zijn veranderd van divisie na het seizoen 2012/13.

#### Naar Championship
Promotie uit League One 2012/13
- Bournemouth
- Doncaster Rovers
- Yeovil Town

Degradatie uit Premier League
- Queens Park Rangers
- Reading
- Wigan Athletic

#### Uit Championship
Degradatie naar League One 2013/14
- Bristol City
- Peterborough United
- Wolverhampton Wanderers

Promotie naar Premier League
- Cardiff City
- Crystal Palace
- Hull City

### Regel verandering
Veranderingen aan het Championship's financial fair play system staat clubs toe:
- Acceptabel verlies van £3 miljoen tijdens het seizoen 2013–14 (kwam van £4 miljoen tijdens het seizoen 2012–13)
- Acceptabel aandeelhouders investering van £5 miljoen tijdens het seizoen 2013–14 (kwam van £6 miljoen tijdens het seizoen 2012–13).
- Sancties voor overschrijdingen van de voorwaarden worden van kracht uit de reeks rekeningen die betrekking hebben op het seizoen 2013-14 die moeten worden ingediend op 1 december 2014.

## Overzicht teams

### Stadions en lokaties
Er namen 24 teams deel aan de Football League Championship in het seizoen 2013/14.
Op 20 april 2013 promoveerde AFC Bournemouth naar de Championship na Brentford's 1–1 gelijkspel tegen Hartlepool. Een week later promoveerde Doncaster Rovers als kampioen van League One na een late late goal tegen Brentford. Hierdoor kwam Bournemouth op de tweede plaats terecht. Op 19 mei promoveerde Yeovil Town door Brentford te verslaan in de finale van de play-offs.
Op 28 april 2013 degradeerden Queens Park Rangers en Reading uit de Premier League na een doelpuntloos gelijkspel tegen elkaar. Op 14 mei degradeerde Wigan Athletic uit de Premier League na een 4–1 verlies bij Arsenal.
| Team                   | Lokatie                   | Stadiom              | Capaciteit |
| ---------------------- | ------------------------- | -------------------- | ---------- |
| Barnsley               | Barnsley                  | Oakwell Stadium      | 23,009     |
| Birmingham City        | Birmingham                | St. Andrew's Stadium | 30,016     |
| Blackburn Rovers       | Blackburn                 | Ewood Park           | 31,154     |
| Blackpool              | Blackpool                 | Bloomfield Road      | 17,338     |
| Bolton Wanderers       | Horwich                   | Reebok Stadium       | 28,100     |
| Bournemouth            | Bournemouth               | Dean Court           | 12,000     |
| Brighton & Hove Albion | Brighton                  | Falmer Stadium       | 30,750     |
| Burnley                | Burnley                   | Turf Moor            | 22,546     |
| Charlton Athletic      | London (Charlton)         | The Valley           | 27,111     |
| Derby County           | Derby                     | Pride Park           | 33,597     |
| Doncaster Rovers       | Doncaster                 | Keepmoat Stadium     | 15,231     |
| Huddersfield Town      | Huddersfield              | John Smith's Stadium | 24,500     |
| Ipswich Town           | Ipswich                   | Portman Road         | 30,311     |
| Leeds United           | Leeds                     | Elland Road          | 39,460     |
| Leicester City         | Leicester                 | King Power Stadium   | 32,262     |
| Middlesbrough          | Middlesbrough             | Riverside Stadium    | 34,742     |
| Millwall               | London (South Bermondsey) | The Den              | 20,146     |
| Nottingham Forest      | Nottingham                | City Ground          | 30,576     |
| Queens Park Rangers    | London (White City)       | Loftus Road          | 18,360     |
| Reading                | Reading                   | Madejski Stadium     | 24,224     |
| Sheffield Wednesday    | Sheffield                 | Hillsborough         | 39,812     |
| Watford                | Watford                   | Vicarage Road        | 17,477     |
| Wigan Athletic         | Wigan                     | DW Stadium           | 25.133     |
| Yeovil Town            | Yeovil                    | Huish Park           | 9.565      |

Source: Football Ground Guide.

## Personeel en sponsoring
| Team                   | Manager          | Voorzitter                      | Aanvoerder        | Kleding merk | Sponsor                                                      |
| ---------------------- | ---------------- | ------------------------------- | ----------------- | ------------ | ------------------------------------------------------------ |
| Barnsley               | Danny Wilson     | Maurice Watkins                 | Bobby Hassell     | Nike         | C.K. Beckett                                                 |
| Birmingham City        | Lee Clark        | Peter Pannu                     | Paul Robinson     | Diadora      | Nicolites                                                    |
| Blackburn Rovers       | Gary Bowyer      | -                               | Grant Hanley      | Nike         | RFS                                                          |
| Blackpool              | Barry Ferguson   | Karl Oyston                     | Ángel Martínez    | Erreà        | Wonga                                                        |
| Bolton Wanderers       | Dougie Freedman  | Phil Gartside                   | Zat Knight        | Adidas       | FibrLec                                                      |
| Bournemouth            | Eddie Howe       | Eddie Mitchell Maxim Demin      | Tommy Elphick     | Fila         | Energy Consulting                                            |
| Brighton & Hove Albion | Óscar García     | Tony Bloom                      | Gordon Greer      | Erreà        | American Express                                             |
| Burnley                | Sean Dyche       | Mike Garlick John Banaszkiewicz | Jason Shackell    | Puma         | Premier Range                                                |
| Charlton Athletic      | José Riga        | Richard Murray                  | Johnnie Jackson   | Nike         | Andrews Sykes                                                |
| Derby County           | Steve McClaren   | Andrew Appleby                  | Shaun Barker      | Kappa        | buymobiles.net                                               |
| Doncaster Rovers       | Paul Dickov      | John Ryan                       | Rob Jones         | Just Sport   | One Call Insurance                                           |
| Huddersfield Town      | Mark Robins      | Dean Hoyle                      | Peter Clarke      | Puma         | Rekorderlig Cider (T) RadianB (U) Covonia (3e)               |
| Ipswich Town           | Mick McCarthy    | Marcus Evans                    | Carlos Edwards    | Mitre        | Marcus Evans                                                 |
| Leeds United           | Brian McDermott  | Salah Nooruddin                 | Ross McCormack    | Macron       | Enterprise Insurance                                         |
| Leicester City         | Nigel Pearson    | Vichai Srivaddhanaprabha        | Wes Morgan        | Puma         | King Power                                                   |
| Middlesbrough          | Aitor Karanka    | Steve Gibson                    | Jonathan Woodgate | Adidas       | Ramsdens                                                     |
| Millwall               | Ian Holloway     | John Berylson                   | Paul Robinson     | Macron       | Prostate Cancer UK                                           |
| Nottingham Forest      | Gary Brazil      | Fawaz Al-Hasawi                 | Chris Cohen       | Adidas       | Fawaz International Refrigeration & Air Conditioning Company |
| Queens Park Rangers    | Harry Redknapp   | Tony Fernandes                  | Clint Hill        | Lotto        | AirAsia                                                      |
| Reading                | Nigel Adkins     | Sir John Madejski               | Jobi McAnuff      | Puma         | Waitrose                                                     |
| Sheffield Wednesday    | Stuart Gray      | Milan Mandarić                  | Anthony Gardner   | Puma         | WANdisco (T) Bartercard (U)                                  |
| Watford                | Giuseppe Sannino | Gino Pozzo                      | Manuel Almunia    | Puma         | 138.com                                                      |
| Wigan Athletic         | Uwe Rösler       | Dave Whelan                     | Gary Caldwell     | MiFit        | 12BET                                                        |
| Yeovil Town            | Gary Johnson     | John Fry                        | Jamie McAllister  | Sondico      | W+S Recycling                                                |

1. 1 2  Interim manager
2. ↑  afgetreden op 9 november 2013

## Trainerwissels
| Team                   | Vertrekkend manager | reden van vertek   | Datum vertrek     | Plaats in de stand | Nieuwe manager   | Aanstellingsdatum |
| ---------------------- | ------------------- | ------------------ | ----------------- | ------------------ | ---------------- | ----------------- |
| Doncaster Rovers       | Brian Flynn         | Andere functie     | 3 mei 2013        | Voor het seizoen   | Paul Dickov      | 20 mei 2013       |
| Millwall               | Kenny Jackett       | Ontslag genomen    | 7 mei 2013        | Voor het seizoen   | Steve Lomas      | 7 juni 2013       |
| Wigan Athletic         | Roberto Martínez    | naar Everton       | 28 mei 2013       | Voor het seizoen   | Owen Coyle       | 14 juni 2013      |
| Brighton & Hove Albion | Gustavo Poyet       | Ontslagen          | 23 juni 2013      | Voor het seizoen   | Óscar García     | 26 juni 2013      |
| Derby County           | Nigel Clough        | Ontslagen          | 28 september 2013 | 14e                | Steve McClaren   | 30 september 2013 |
| Middlesbrough          | Tony Mowbray        | Ontslagen          | 21 oktober 2013   | 16e                | Aitor Karanka    | 13 november 2013  |
| Barnsley               | David Flitcroft     | Ontslagen          | 30 november 2013  | 24e                | Danny Wilson     | 17 december 2013  |
| Sheffield Wednesday    | Dave Jones          | Ontslagen          | 1 december 2013   | 23e                | Stuart Gray      | 25 januari 2014   |
| Wigan Athletic         | Owen Coyle          | Wederzijds overleg | 2 december 2013   | 14e                | Uwe Rösler       | 7 december 2013   |
| Watford                | Gianfranco Zola     | Ontslag genomen    | 16 december 2013  | 13e                | Giuseppe Sannino | 18 december 2013  |
| Millwall               | Steve Lomas         | Ontslagen          | 26 december 2013  | 20e                | Ian Holloway     | 6 januari 2014    |
| Blackpool              | Paul Ince           | Ontslagen          | 21 januari 2014   | 14e                | Barry Ferguson   | 4 maart 2014      |
| Charlton Athletic      | Chris Powell        | Ontslagen          | 11 maart 2014     | 24e                | José Riga        | 11 maart 2014     |
| Nottingham Forest      | Bill Davies         | Ontslagen          | 24 maart 2014     | 7e                 | Stuart Pearce    | 1 juli 2014       |

## League table
| Pos | Team                       | Wed | W  | G  | V  | Ptn | DV | DT | +/− | Promotie, kwalificatie of degradatie     |
| --- | -------------------------- | --- | -- | -- | -- | --- | -- | -- | --- | ---------------------------------------- |
| 1   | Leicester City (K, P)      | 46  | 31 | 9  | 6  | 102 | 83 | 43 | +40 | Promotie naar Premier League             |
| 2   | Burnley (P)                | 46  | 26 | 15 | 5  | 93  | 72 | 37 | +35 | Promotie naar Premier League             |
| 3   | Derby County               | 46  | 25 | 10 | 11 | 85  | 84 | 52 | +32 | Kwalificatie voor Championship play-offs |
| 4   | Queens Park Rangers (O, P) | 46  | 23 | 11 | 12 | 80  | 60 | 44 | +16 | Kwalificatie voor Championship play-offs |
| 5   | Wigan Athletic             | 46  | 21 | 10 | 15 | 73  | 61 | 48 | +13 | Kwalificatie voor Championship play-offs |
| 6   | Brighton & Hove Albion     | 46  | 19 | 15 | 12 | 72  | 55 | 40 | +15 | Kwalificatie voor Championship play-offs |
| 7   | Reading                    | 46  | 19 | 14 | 13 | 71  | 70 | 56 | +14 |                                          |
| 8   | Blackburn Rovers           | 46  | 18 | 16 | 12 | 70  | 70 | 62 | +8  |                                          |
| 9   | Ipswich Town               | 46  | 18 | 14 | 14 | 68  | 60 | 54 | +6  |                                          |
| 10  | Bournemouth                | 46  | 18 | 12 | 16 | 66  | 67 | 66 | +1  |                                          |
| 11  | Nottingham Forest          | 46  | 16 | 17 | 13 | 65  | 67 | 64 | +3  |                                          |
| 12  | Middlesbrough              | 46  | 16 | 16 | 14 | 64  | 62 | 50 | +12 |                                          |
| 13  | Watford                    | 46  | 15 | 15 | 16 | 60  | 74 | 64 | +10 |                                          |
| 14  | Bolton Wanderers           | 46  | 14 | 17 | 15 | 59  | 59 | 60 | −1  |                                          |
| 15  | Leeds United               | 46  | 16 | 9  | 21 | 57  | 59 | 67 | −8  |                                          |
| 16  | Sheffield Wednesday        | 46  | 13 | 14 | 19 | 53  | 63 | 65 | −2  |                                          |
| 17  | Huddersfield Town          | 46  | 14 | 11 | 21 | 53  | 58 | 65 | −7  |                                          |
| 18  | Charlton Athletic          | 46  | 13 | 12 | 21 | 51  | 41 | 61 | −20 |                                          |
| 19  | Millwall                   | 46  | 11 | 15 | 20 | 48  | 46 | 74 | −28 |                                          |
| 20  | Blackpool                  | 46  | 11 | 13 | 22 | 46  | 38 | 66 | −28 |                                          |
| 21  | Birmingham City            | 46  | 11 | 11 | 24 | 44  | 58 | 74 | −16 |                                          |
| 22  | Doncaster Rovers (R)       | 46  | 11 | 11 | 24 | 44  | 39 | 70 | −31 | Degradatie naar League One               |
| 23  | Barnsley (R)               | 46  | 9  | 12 | 25 | 39  | 44 | 77 | −33 | Degradatie naar League One               |
| 24  | Yeovil Town (R)            | 46  | 8  | 13 | 25 | 37  | 44 | 75 | −31 | Degradatie naar League One               |

### Play-offs
|  | halve finale             | halve finale | halve finale | halve finale |  |                     | finale | finale | finale | finale |
|  |                          |              |              |              |  |                     |        |        |        |        |
|  |                          |              |              |              |  |                     |        |        |        |        |
|  | Derby County             | 2            | 4            | 6            |  |                     |        |        |        |        |
|  | Brighton & Hove Albion   | 1            | 1            | 2            |  |                     |        |        |        |        |
|  |                          |              |              |              |  | Derby County        |        |        | 0      |        |
|  |                          |              |              |              |  | Queens Park Rangers |        |        | 1      |        |
|  | Queens Park Rangers n.v. | 0            | 2            | 2            |  |                     |        |        |        |        |
|  | Wigan Athletic           | 1            | 1            | 2            |  |                     |        |        |        |        |

## Uitslagen
| Thuis \ Uit            | BAR | BIR | BLB | BLP | BOL | BOU | B&HA | BUR | CHA | DER | DON | HUD | IPS | LEE | LEI | MID | MIL | NOT | QPR | REA | SHW | WAT | WIG | YEO |
| ---------------------- | --- | --- | --- | --- | --- | --- | ---- | --- | --- | --- | --- | --- | --- | --- | --- | --- | --- | --- | --- | --- | --- | --- | --- | --- |
| Barnsley               |     | 0–3 | 2–2 | 2–0 | 0–1 | 0–1 | 0–0  | 0–1 | 2–2 | 1–2 | 0–0 | 2–1 | 2–2 | 0–1 | 0–3 | 3–2 | 1–0 | 1–0 | 2–3 | 1–1 | 1–1 | 1–5 | 0–4 | 1–1 |
| Birmingham City        | 1–1 |     | 2–4 | 1–1 | 1–2 | 2–4 | 0–1  | 3–3 | 0–1 | 3–3 | 1–1 | 1–2 | 1–1 | 1–3 | 1–2 | 2–2 | 4–0 | 0–0 | 0–2 | 1–2 | 4–1 | 0–1 | 0–1 | 0–2 |
| Blackburn Rovers       | 5–2 | 2–3 |     | 2–0 | 4–1 | 0–1 | 3–3  | 1–2 | 0–1 | 1–1 | 1–0 | 0–0 | 2–0 | 1–0 | 1–1 | 1–0 | 3–2 | 0–1 | 2–0 | 0–0 | 0–0 | 1–0 | 4–3 | 0–0 |
| Blackpool              | 1–0 | 1–2 | 2–2 |     | 0–0 | 0–1 | 0–1  | 0–1 | 0–3 | 1–3 | 1–1 | 1–0 | 2–3 | 1–1 | 2–2 | 0–2 | 1–0 | 1–1 | 0–2 | 1–0 | 2–0 | 1–0 | 1–0 | 1–2 |
| Bolton Wanderers       | 1–0 | 2–2 | 4–0 | 1–0 |     | 2–2 | 0–2  | 0–1 | 1–1 | 2–2 | 3–0 | 0–1 | 1–1 | 0–1 | 0–1 | 2–2 | 3–1 | 1–1 | 0–1 | 1–1 | 1–1 | 2–0 | 1–1 | 1–1 |
| Bournemouth            | 1–0 | 0–2 | 1–3 | 1–2 | 0–2 |     | 1–1  | 1–1 | 2–1 | 0–1 | 5–0 | 2–1 | 1–1 | 4–1 | 0–1 | 0–0 | 5–2 | 4–1 | 2–1 | 3–1 | 2–4 | 1–1 | 1–0 | 3–0 |
| Brighton & Hove Albion | 1–2 | 1–0 | 3–0 | 1–1 | 3–1 | 1–1 |      | 2–0 | 3–0 | 1–2 | 1–0 | 0–0 | 0–2 | 1–0 | 3–1 | 0–2 | 1–1 | 1–3 | 2–0 | 1–1 | 1–1 | 1–1 | 1–2 | 2–0 |
| Burnley                | 1–0 | 3–0 | 1–1 | 2–1 | 1–1 | 1–1 | 0–0  |     | 3–0 | 2–0 | 2–0 | 3–2 | 1–0 | 2–1 | 0–2 | 0–1 | 3–1 | 3–1 | 2–0 | 2–1 | 1–1 | 0–0 | 2–0 | 2–0 |
| Charlton Athletic      | 1–2 | 0–2 | 1–3 | 0–0 | 0–0 | 1–0 | 3–2  | 0–3 |     | 0–2 | 2–0 | 0–0 | 0–1 | 2–4 | 2–1 | 0–1 | 0–1 | 1–1 | 1–0 | 0–1 | 1–1 | 3–1 | 0–0 | 3–2 |
| Derby County           | 2–1 | 1–1 | 1–1 | 5–1 | 0–0 | 1–0 | 1–0  | 0–3 | 3–0 |     | 3–1 | 3–1 | 4–4 | 3–1 | 0–1 | 2–1 | 0–1 | 5–0 | 1–0 | 1–3 | 3–0 | 4–2 | 0–1 | 3–2 |
| Doncaster Rovers       | 2–2 | 1–3 | 2–0 | 1–3 | 1–2 | 0–1 | 1–3  | 0–2 | 3–0 | 0–2 |     | 2–0 | 0–3 | 0–3 | 1–0 | 0–0 | 0–0 | 2–2 | 2–1 | 1–3 | 1–0 | 2–1 | 3–0 | 2–1 |
| Huddersfield Town      | 5–0 | 1–3 | 2–4 | 1–1 | 0–1 | 5–1 | 1–1  | 2–1 | 2–1 | 1–1 | 0–0 |     | 0–2 | 3–2 | 0–2 | 2–2 | 1–0 | 0–3 | 1–1 | 0–1 | 0–2 | 1–2 | 1–0 | 5–1 |
| Ipswich Town           | 1–1 | 1–0 | 3–1 | 0–0 | 1–0 | 2–2 | 2–0  | 0–1 | 1–1 | 2–1 | 2–1 | 2–1 |     | 1–2 | 1–2 | 3–1 | 3–0 | 1–1 | 1–3 | 2–0 | 2–1 | 1–1 | 1–3 | 2–1 |
| Leeds United           | 0–0 | 4–0 | 1–2 | 2–0 | 1–5 | 2–1 | 2–1  | 1–2 | 0–1 | 1–1 | 1–2 | 5–1 | 1–1 |     | 0–1 | 2–1 | 2–1 | 0–2 | 0–1 | 2–4 | 1–1 | 3–3 | 2–0 | 2–0 |
| Leicester City         | 2–1 | 3–2 | 2–1 | 3–1 | 5–3 | 2–1 | 1–4  | 1–1 | 3–0 | 4–1 | 1–0 | 2–1 | 3–0 | 0–0 |     | 2–0 | 3–0 | 0–2 | 1–0 | 1–0 | 2–1 | 2–2 | 2–0 | 1–1 |
| Middlesbrough          | 3–1 | 3–1 | 0–0 | 1–1 | 1–0 | 3–3 | 0–1  | 1–0 | 1–0 | 1–0 | 4–0 | 1–1 | 2–0 | 0–0 | 1–2 |     | 1–2 | 1–1 | 1–3 | 3–0 | 1–1 | 2–2 | 0–0 | 4–1 |
| Millwall               | 1–0 | 2–3 | 2–2 | 3–1 | 1–1 | 1–0 | 0–1  | 2–2 | 0–0 | 1–5 | 0–0 | 0–1 | 1–0 | 2–0 | 1–3 | 0–2 |     | 2–2 | 2–2 | 0–3 | 1–1 | 2–2 | 2–1 | 0–1 |
| Nottingham Forest      | 3–2 | 1–0 | 4–1 | 0–1 | 3–0 | 1–1 | 1–2  | 1–1 | 0–1 | 1–0 | 0–0 | 1–0 | 0–0 | 2–1 | 2–2 | 2–2 | 1–2 |     | 2–0 | 2–3 | 3–3 | 4–2 | 1–4 | 3–1 |
| Queens Park Rangers    | 2–0 | 1–0 | 0–0 | 1–1 | 2–1 | 3–0 | 0–0  | 3–3 | 1–0 | 2–1 | 2–1 | 2–1 | 1–0 | 1–1 | 0–1 | 2–0 | 1–1 | 5–2 |     | 1–3 | 2–1 | 2–1 | 1–0 | 3–0 |
| Reading                | 1–3 | 2–0 | 0–1 | 5–1 | 7–1 | 1–2 | 0–0  | 2–2 | 1–0 | 0–0 | 4–1 | 1–1 | 2–1 | 1–0 | 1–1 | 2–0 | 1–1 | 1–1 | 1–1 |     | 0–2 | 3–3 | 1–2 | 1–1 |
| Sheffield Wednesday    | 1–0 | 4–1 | 3–3 | 2–0 | 1–3 | 1–2 | 1–0  | 1–2 | 2–3 | 0–1 | 0–1 | 1–2 | 1–1 | 6–0 | 2–1 | 1–0 | 2–2 | 0–1 | 3–0 | 5–2 |     | 1–4 | 0–3 | 1–1 |
| Watford                | 3–0 | 1–0 | 3–3 | 4–0 | 0–1 | 6–1 | 2–0  | 1–1 | 1–1 | 2–3 | 2–1 | 1–4 | 3–1 | 3–0 | 0–3 | 1–0 | 4–0 | 1–1 | 0–0 | 0–1 | 0–1 |     | 1–0 | 0–3 |
| Wigan Athletic         | 2–0 | 0–0 | 2–1 | 0–2 | 3–2 | 3–0 | 0–1  | 0–0 | 2–1 | 1–3 | 2–2 | 2–1 | 2–0 | 1–0 | 2–2 | 2–2 | 0–1 | 2–1 | 0–0 | 3–0 | 1–0 | 2–1 |     | 3–3 |
| Yeovil Town            | 1–4 | 0–1 | 0–1 | 1–0 | 2–2 | 1–1 | 0–0  | 1–2 | 2–2 | 0–3 | 1–0 | 1–2 | 0–1 | 1–2 | 1–2 | 1–4 | 1–1 | 3–1 | 0–1 | 0–1 | 2–0 | 0–0 | 0–1 |     |

## Statistieken
Data afkomstig van statto.com

### Wedstrijden
Grootste thuis overwinning: 

18 januari 2014: Reading FC - Bolton Wanderers FC 7-1
Grootste uit overwinning: 

14 september 2013: Millwall FC - Derby County FC 1-5

21 september 2013: Barnsley FC - Watford FC 1-5

8 maart 2014: Leeds United FC - Bolton Wanderers FC 1-5
Meest doelpuntrijke wedstrijd:

1 oktober 2013: Derby County FC - Ipswich Town FC 4-4

29 december 2013: Leicester City - Bolton Wanderers 5-3

18 januari 2014: Reading - Bolton Wanderers 7-1
Langste reeks overwinningen:

9 wedstrijden Leicester City FC
Langste reeks ongeslagen:

21 wedstrijden Leicester City FC
Langste reeks zonder overwinning:

17 wedstrijden Blackpool FC
Langste reeks verloren:

5 wedstrijden Birmingham City FC en Leeds United
Best bezochte wedstrijd:

33.432 toeschouwers, 3 augustus 2013: Leeds United - Brighton & Hove Albion 2-1

Slechtst bezochte wedstrijd:

4.463 toeschouwers, 11 februari 2014: Yeovil Town FC - Millwall FC 1-1

### Spelers

#### Topscorers
- In onderstaand overzicht zijn alleen de spelers opgenomen met tien of meer treffers achter hun naam.
- Het aantal goals is uit de 46 competitiewedstrijden, niet uit de play-offs.

| №  | Naam             | Club                               | Goals | Pen. | Duels | Gem. |
| -- | ---------------- | ---------------------------------- | ----- | ---- | ----- | ---- |
| 1  | Ross McCormack   | Leeds United                       | 28    | 2    | 46    | 0,61 |
| 2  | Jordan Rhodes    | Blackburn Rovers                   | 25    | 4    | 46    | 0,54 |
| 3  | Troy Deeney      | Watford                            | 24    | 6    | 44    | 0,55 |
| 4  | Lewis Grabban    | Bournemouth                        | 22    | 7    | 44    | 0,50 |
| 5  | Danny Ings       | Burnley                            | 21    | 1    | 40    | 0,53 |
| 6  | Sam Vokes        | Burnley                            | 20    | 4    | 39    | 0,51 |
| 7  | Chris Martin     | Derby County                       | 20    | 4    | 44    | 0,45 |
| 8  | David Nugent     | Leicester City                     | 20    | 9    | 46    | 0,43 |
| 9  | Charlie Austin   | Queens Park Rangers                | 17    | 4    | 31    | 0,55 |
| 10 | Jamie Vardy      | Leicester City                     | 16    | 0    | 37    | 0,43 |
| 11 | Craig Bryson     | Derby County                       | 16    | 1    | 45    | 0,36 |
| 12 | Adam le Fondre   | Reading                            | 15    | 3    | 38    | 0,39 |
| 13 | Chris O'Grady    | Barnsley                           | 15    | 4    | 40    | 0,38 |
| 14 | David McGoldrick | Ipswich Town                       | 14    | 2    | 31    | 0,45 |
| 15 | Leonardo Ulloa   | Brighton & Hove Albion             | 14    | 0    | 33    | 0,42 |
| 16 | Rudy Gestede     | Blackburn Rovers                   | 13    | 0    | 27    | 0,48 |
| 17 | Federico Macheda | Birmingham City / Doncaster Rovers | 13    | 0    | 33    | 0,39 |
| 18 | Pavel Pogrebnjak | Reading                            | 13    | 3    | 39    | 0,33 |
| 19 | Daryl Murphy     | Ipswich Town                       | 13    | 0    | 45    | 0,29 |
| 20 | Matt Smith       | Leeds United                       | 12    | 0    | 39    | 0,31 |
| 21 | Albert Adomah    | Middlesbrough                      | 12    | 0    | 42    | 0,29 |
| 22 | Ishmael Miller   | Nottingham Forest / Yeovil Town    | 10    | 1    | 23    | 0,43 |
| 22 | James Vaughan    | Huddersfield Town                  | 10    | 2    | 23    | 0,43 |
| 24 | Lewis McGugan    | Watford                            | 10    | 2    | 34    | 0,29 |
| 25 | Danny Ward       | Huddersfield Town                  | 10    | 0    | 38    | 0,26 |

#### Hat-tricks
- De hat-tricks zijn gemaakt in de 46 competitiewedstrijden, niet in de play-offs.

| Speler           | Club                 | Tegenstander        | Uitslag | Datum            |
| ---------------- | -------------------- | ------------------- | ------- | ---------------- |
| Lukas Jutkiewicz | Birmingham City      | Rotherham United    | 3–1 (T) | 6 oktober 2018   |
| Billy Sharp      | Sheffield United     | Wigan Athletic      | 4–2 (T) | 27 oktober 2018  |
| Che Adams        | Birmingham City      | Hull City           | 3–3 (T) | 10 november 2018 |
| Tammy Abraham    | Aston Villa          | Nottingham Forest   | 5–5 (T) | 28 november 2018 |
| Danny Graham     | Blackburn Rovers     | Sheffield Wednesday | 4–2 (T) | 1 december 2018  |
| Dwight Gayle     | West Bromwich Albion | Rotherham United    | 0–4 (U) | 22 december 2018 |
| Billy Sharp      | Sheffield United     | Aston Villa         | 3–3 (U) | 8 februari 2019  |
| Che Adams        | Birmingham City      | Queens Park Rangers | 3–4 (U) | 9 februari 2019  |
| Saïd Benrahma    | Brentford            | Hull City           | 1–5 (U) | 23 februari 2019 |
| Martyn Waghorn   | Derby County         | Rotherham United    | 6–1 (T) | 30 maart 2019    |
| Andreas Weimann  | Bristol City         | Sheffield United    | 2–3 (U) | 30 maart 2019    |
| Mason Mount      | Derby County         | Bolton Wanderers    | 4–0 (T) | 13 april 2019    |
| Dwight Gayle     | West Bromwich Albion | Preston North End   | 4–1 (T) | 13 april 2019    |

1. ↑  Maakte 4 goals

#### Penalty's
- In onderstaand overzicht zijn alleen de spelers opgenomen met vier of meer gemaakte penalty's achter hun naam.
- Het aantal penalty's is uit de 46 competitiewedstrijden, niet uit de play-offs.

| # | Speler         | Club                | Goals |
| - | -------------- | ------------------- | ----- |
| 1 | David Nugent   | Leicester City      | 9     |
| 2 | Lewis Grabban  | AFC Bournemouth     | 7     |
| 3 | Troy Deeney    | Watford             | 6     |
| 4 | Chris Martin   | Derby County        | 4     |
| 4 | Charlie Austin | Queens Park Rangers | 4     |
| 4 | Chris O'Grady  | Barnsley            | 4     |
| 4 | Jordan Rhodes  | Blackburn Rovers    | 4     |
| 4 | Sam Vokes      | Burnley             | 4     |

#### Assists
- In onderstaand overzicht zijn alleen de spelers opgenomen met acht of meer assists achter hun naam.
- Het aantal assists is uit de 46 competitiewedstrijden, niet uit de play-offs.

| №  | Naam             | Club                                      | Assists | Duels | Gem. |
| -- | ---------------- | ----------------------------------------- | ------- | ----- | ---- |
| 1  | Craig Conway     | Blackburn Rovers \ Brighton & Hove Albion | 14      | 31    | 0,45 |
| 2  | Aaron Cresswell  | Ipswich Town                              | 13      | 42    | 0,31 |
| 3  | Andy Reid        | Nottingham Forest                         | 12      | 32    | 0,38 |
| 4  | Kieran Trippier  | Burnley                                   | 12      | 41    | 0,29 |
| 5  | Craig Bryson     | Derby County                              | 12      | 45    | 0,27 |
| 6  | David Nugent     | Leicester City                            | 11      | 46    | 0,24 |
| 7  | Garath McCleary  | Reading                                   | 10      | 42    | 0,24 |
| 8  | Adam Hammill     | Huddersfield Town                         | 10      | 44    | 0,23 |
| 9  | Ross McCormack   | Leeds United                              | 9       | 46    | 0,20 |
| 10 | Grant Leadbitter | Middlesbrough                             | 8       | 39    | 0,21 |
| 11 | Chris Martin     | Derby County                              | 8       | 44    | 0,18 |
| 12 | Simon Francis    | Bournemouth                               | 8       | 46    | 0,17 |

#### Gele en rode kaarten
- In onderstaand overzicht zijn alleen de spelers opgenomen met minimaal 10 gele kaarten achter hun naam.
- Het aantal gele en rode kaarten is uit de 46 competitiewedstrijden, niet uit de play-offs.

In totaal werden er 1770 gele kaarten uitgedeeld.
| №  | Naam             | Club                   | Gele kaarten | Duels |
| -- | ---------------- | ---------------------- | ------------ | ----- |
| 1  | Paul Robinson    | Birmingham City        | 15           | 40    |
| 2  | Henri Lansbury   | Nottingham Forest      | 12           | 29    |
| 3  | Joey Barton      | Queens Park Rangers    | 12           | 30    |
| 4  | Dean Whitehead   | Middlesbrough          | 12           | 37    |
| 5  | Joel Ekstrand    | Watford                | 11           | 33    |
| 6  | Richie Wellens   | Doncaster Rovers       | 11           | 37    |
| 7  | Danny Guthrie    | Reading                | 10           | 32    |
| 8  | Ed Upson         | Yeovil Town / Millwall | 10           | 34    |
| 9  | Marco Cassetti   | Watford                | 10           | 35    |
| 9  | John Eustace     | Derby County           | 10           | 35    |
| 10 | Joe Ralls        | Yeovil Town            | 10           | 37    |
| 11 | Dean Marney      | Burnley                | 10           | 38    |
| 12 | Grant Leadbitter | Middlesbrough          | 10           | 39    |
| 13 | Gabriele Angella | Watford                | 10           | 40    |

Er werden in het seizoen 2013-14 98 rode kaarten uitgedeeld. Blackpool en Middlesbrough ontvingen de meeste kaarten, in totaal 10. In de tabel hieronder staan de spelers met meer dan 1 rode kaart. Deze rode kaart kan zowel in 1x rood zijn geweest of 2x geel.
| №  | Naam           | Club                | Rode kaarten | Duels |
| -- | -------------- | ------------------- | ------------ | ----- |
| 1  | Jack Robinson  | Blackpool           | 3            | 34    |
| 2  | Sam Hutchinson | Sheffield Wednesday | 2            | 9     |
| 3  | Shane Lowry    | Millwall            | 2            | 22    |
| 4  | Kaspars Gorkšs | Blackpool           | 2            | 25    |
| 5  | Ángel Martínez | Blackpool           | 2            | 26    |
| 6  | Alan Dunne     | Millwall            | 2            | 29    |
| 6  | Joel Lynch     | Huddersfield Town   | 2            | 29    |
| 8  | Ben Gibson     | Middlesbrough       | 2            | 31    |
| 9  | Kirk Broadfoot | Blackpool           | 2            | 33    |
| 10 | Grant Hanley   | Blackburn Rovers    | 2            | 38    |
| 11 | Byron Webster  | Yeovil Town         | 2            | 41    |

### Clubs
| Team                   | Goal | Assist | Gele kaarten | Rode kaarten | De nul gehouden | Voor | Voor | SoDV | Tegen | Tegen | SoDT | e.d. | Ovt |
| ---------------------- | ---- | ------ | ------------ | ------------ | --------------- | ---- | ---- | ---- | ----- | ----- | ---- | ---- | --- |
| Barnsley               | 44   | 30     | 67           | 6            | 6               | 5    | 2    | 197  | 5     | 1     | 210  | 4    | 460 |
| Birmingham City        | 58   | 33     | 80           | 2            | 7               | 3    | 0    | 206  | 3     | 1     | 195  | 2    | 504 |
| Blackburn Rovers       | 70   | 52     | 74           | 4            | 15              | 4    | 0    | 265  | 10    | 1     | 196  | 1    | 481 |
| Blackpool              | 38   | 20     | 83           | 10           | 12              | 3    | 1    | 156  | 8     | 4     | 181  | 1    | 511 |
| Bolton Wanderers       | 59   | 39     | 70           | 2            | 12              | 1    | 2    | 238  | 5     | 4     | 171  | 4    | 465 |
| Bournemouth            | 67   | 34     | 67           | 4            | 9               | 10   | 2    | 252  | 3     | 1     | 186  | 1    | 389 |
| Brighton & Hove Albion | 55   | 32     | 73           | 2            | 20              | 3    | 1    | 198  | 3     | 0     | 140  | 1    | 516 |
| Burnley                | 72   | 50     | 51           | 2            | 19              | 5    | 1    | 251  | 2     | 2     | 121  | 2    | 446 |
| Charlton Athletic      | 41   | 27     | 58           | 4            | 13              | 1    | 2    | 176  | 4     | 2     | 185  | 2    | 441 |
| Derby County           | 84   | 49     | 74           | 2            | 13              | 6    | 5    | 255  | 1     | 1     | 146  | 3    | 523 |
| Doncaster Rovers       | 39   | 22     | 70           | 3            | 13              | 3    | 0    | 158  | 6     | 2     | 228  | 1    | 427 |
| Huddersfield Town      | 58   | 38     | 70           | 4            | 9               | 3    | 2    | 224  | 4     | 1     | 165  | 2    | 486 |
| Ipswich Town           | 60   | 38     | 54           | 1            | 12              | 2    | 1    | 221  | 2     | 1     | 160  | 0    | 446 |
| Leeds United           | 59   | 39     | 71           | 2            | 10              | 2    | 3    | 205  | 0     | 1     | 192  | 2    | 521 |
| Leicester City         | 83   | 54     | 52           | 2            | 18              | 10   | 4    | 278  | 5     | 0     | 115  | 4    | 456 |
| Middlesbrough          | 62   | 38     | 79           | 10           | 17              | 2    | 0    | 236  | 8     | 3     | 180  | 2    | 470 |
| Millwall               | 46   | 23     | 86           | 6            | 10              | 6    | 1    | 203  | 6     | 3     | 176  | 2    | 501 |
| Nottingham Forest      | 67   | 45     | 90           | 4            | 13              | 4    | 4    | 234  | 6     | 2     | 164  | 0    | 545 |
| Queens Park Rangers    | 60   | 35     | 64           | 4            | 17              | 4    | 0    | 230  | 2     | 1     | 142  | 0    | 486 |
| Reading                | 70   | 40     | 76           | 6            | 12              | 7    | 2    | 209  | 6     | 0     | 172  | 2    | 477 |
| Sheffield Wednesday    | 63   | 31     | 93           | 5            | 10              | 4    | 1    | 218  | 3     | 0     | 179  | 1    | 530 |
| Watford                | 74   | 43     | 99           | 6            | 12              | 8    | 1    | 249  | 3     | 1     | 187  | 0    | 513 |
| Wigan Athletic         | 61   | 38     | 71           | 2            | 16              | 4    | 3    | 232  | 5     | 3     | 160  | 0    | 521 |
| Yeovil Town            | 44   | 30     | 82           | 4            | 9               | 4    | 2    | 207  | 4     | 4     | 239  | 4    | 578 |

## Bezoekersaantallen
| Team                   | Stadion              | Capaciteit | Gemiddeld | Minimum | Tegenstander           | Maximum | Tegenstander           | Percentage vol |
| ---------------------- | -------------------- | ---------- | --------- | ------- | ---------------------- | ------- | ---------------------- | -------------- |
| Barnsley               | Oakwell Stadium      | 23.009     | 11.557    | 9.084   | Reading                | 16.338  | Derby County           | 50%            |
| Birmingham City        | St. Andrew's Stadium | 30.016     | 15.458    | 12.663  | Doncaster Rovers       | 23.497  | Nottingham Forest      | 51%            |
| Blackburn Rovers       | Ewood Park           | 31.154     | 14.962    | 12.332  | Brighton & Hove Albion | 21.589  | Burnley                | 48%            |
| Blackpool.             | Bloomfield Road      | 17.338     | 14.217    | 12.280  | Brighton & Hove Albion | 16.098  | Burnley                | 82%            |
| Bolton Wanderers       | Reebok Stadium       | 28.100     | 16.141    | 14.260  | Derby County           | 19.622  | Leeds United           | 57%            |
| Bournemouth            | Dean Court           | 12.000     | 9.952     | 7.258   | Huddersfield Town      | 11.307  | Queens Park Rangers    | 83%            |
| Brighton & Hove Albion | Falmer Stadium       | 30.750     | 27.283    | 25.725  | Sheffield Wednesday    | 29.093  | Ipswich Town           | 89%            |
| Burnley                | Turf Moor            | 22.546     | 13.719    | 9.641   | Birmingham City        | 19.125  | Wigan Athletic         | 61%            |
| Charlton Athletic      | The Valley           | 27.111     | 16.134    | 12.974  | Huddersfield Town      | 23.600  | Wigan Athletic         | 60%            |
| Derby County           | Pride Park           | 33.597     | 24.936    | 21.037  | Ipswich Town           | 33.004  | Nottingham Forest      | 74%            |
| Doncaster Rovers       | Keepmoat Stadium     | 15.231     | 9.041     | 6.454   | Millwall               | 12.609  | Sheffield Wednesday    | 59%            |
| Huddersfield Town      | John Smith's Stadium | 24.500     | 14.213    | 11.857  | Ipswich Town           | 18.309  | Leeds United           | 58%            |
| Ipswich Town           | Portman Road         | 30.311     | 17.108    | 14.953  | Blackburn Rovers       | 20.862  | Sheffield Wednesday    | 56%            |
| Leeds United           | Elland Road          | 39.460     | 25.092    | 17.343  | Charlton Athletic      | 33.432  | Brighton & Hove Albion | 64%            |
| Leicester City         | King Power Stadium   | 32.262     | 24.995    | 19.153  | Blackburn Rovers       | 31.424  | Doncaster Rovers       | 77%            |
| Middlesbrough          | Riverside Stadium    | 34.742     | 15.748    | 12.793  | Huddersfield Town      | 23.679  | Bolton Wanderers       | 45%            |
| Millwall               | The Den              | 20.146     | 11.063    | 8.415   | Blackpool              | 16.102  | Charlton Athletic      | 55%            |
| Nottingham Forest FC   | City Ground          | 30.576     | 22.630    | 17.951  | Charlton Athletic      | 28.276  | Derby County           | 74%            |
| Queens Park Rangers    | Loftus Road          | 18.360     | 16.656    | 14.649  | Wigan Athletic         | 18.171  | Derby County           | 91%            |
| Reading                | Madejski Stadium     | 24.224     | 19.171    | 16.636  | Blackpool              | 23.335  | Burnley                | 63%            |
| Sheffield Wednesday    | Hillsborough         | 39.812     | 21.239    | 18.029  | Queens Park Rangers    | 25.279  | Wigan Athletic         | 53%            |
| Watford                | Vicarage Road        | 17.477     | 15.512    | 13.904  | Birmingham City        | 16.625  | Queens Park Rangers    | 89%            |
| Wigan Athletic         | DW Stadium           | 25.133     | 15.177    | 12.709  | Bournemouth            | 19.226  | Bolton Wanderers       | 60%            |
| Yeovil Town            | Huish Park           | 9.565      | 6.616     | 4.463   | Millwall               | 9.108   | Queens Park Rangers    | 69%            |

## Prijzen

### Speler en manager van de maand
| Maand     | Manager van de maand | Manager van de maand   | Speler van de maand | Speler van de maand | Referentie |
| Maand     | Manager              | Club                   | Speler              | Club                | Referentie |
| --------- | -------------------- | ---------------------- | ------------------- | ------------------- | ---------- |
| Augustus  | Paul Ince            | Blackpool              | James Vaughan       | Huddersfield Town   | [ 98 ]     |
| September | Sean Dyche           | Burnley                | David McGoldrick    | Ipswich Town        | [ 99 ]     |
| Oktober   | Sean Dyche           | Burnley                | Danny Ings          | Burnley             | [ 100 ]    |
| November  | Óscar García         | Brighton & Hove Albion | Ross McCormack      | Leeds United        | [ 101 ]    |
| December  | Steve McClaren       | Derby County           | Danny Drinkwater    | Leicester City      | [ 102 ]    |
| Januari   | Nigel Pearson        | Leicester City         | Adam le Fondre      | Reading             | [ 103 ]    |
| Februari  | Uwe Rösler           | Wigan Athletic         | Sam Vokes           | Burnley             | [ 104 ]    |
| Maart     | Nigel Pearson        | Leicester City         | Ravel Morrison      | Queens Park Rangers | [ 105 ]    |
| April     | Sean Dyche           | Burnley                | Rudy Gestede        | Blackburn Rovers    | [ 106 ]    |